# مارك دريبر (تنس)
مارك دريبر (بالإنجليزية: Mark Draper)‏ مواليد 11 فبراير 1971 في بريزبان، هو لاعب كرة مضرب أسترالي سابق بدأ مسيرته كمحترف سنة 1989 وكان يلعب باليد اليمنى. أعلى تصنيف له في الفردي كان المركز الـ 152 في سنة 1998. أعلى تصنيف له في الزوجي كان المركز الـ 215 في سنة 1996.

## روابط خارجية
- مارك دريبر على موقع رابطة محترفي التنس (الإنجليزية)
- مارك دريبر على موقع الاتحاد الدولي لكرة المضرب (الإنجليزية)
- مارك دريبر على موقع خلاصة التنس.كوم (الإنجليزية)